# Jean Calder
Jean Elizabeth Calder (1937 - 28 de novembro de 2022) foi uma trabalhadora humanitária que trabalhou em campos de refugiados e com pessoas com deficiência no Líbano, Gaza e Egito.
Depois de ser feita Companheira da Ordem da Austrália (a maior honra da Austrália) em 2005, a SBS transmitiu um documentário de meia hora, Doctor of Hope, sobre o trabalho humanitário de Calder com os deficientes e desfavorecidos no Médio Oriente. Foi apresentado por George Negus e relatado por Elizabeth Tadic.
A autobiografia de Calder, Where the Road Leads: An Australian Woman's Journey of Love and Determination, foi publicada pela Hachette Australia em 2007. A revisora Heather Pavitt admirou a "dedicação absoluta" ao seu trabalho com "palestinos desprivilegiados e deficientes".

## Prémios e reconhecimento
- Calder foi feita Companheiro da Ordem da Austrália (AC) nas Honras do Dia da Austrália de 2005 por "serviço humanitário no Médio Oriente, particularmente para pessoas com deficiência que vivem em campos de refugiados no Líbano, em Gaza e em áreas desfavorecidas no Cairo, para relações internacionais, e à formação académica e profissional nas áreas de educação e reabilitação."[5]
- Premiada como Doutora em Ciências honoris causa, Universidade de Queensland, 2012[6]
- Ex-aluna do Ano da Universidade de Queensland, 2012[6]

## Trabalhos
- Calder, Jean E; University of Queensland. Dept. of Human Movement Studies (1976), Motor Activity Ideas Manual for Teachers, University of Queensland, Dept. of Human Movement Studies, consultado em 12 de julho de 2018
- Calder, Jean E (1977), Participant Observation Study of a Group of Mentally Retarded Adults — March 19 to May 18, 1977, Pennsylvania State University, consultado em 12 de julho de 2018
- Calder, Jean E; University of Queensland. Department of Human Movement Studies (1979), The Queensland Motor Performance Screening Test for Young Children, ISBN 978-0-86776-027-9, University of Queensland, Dept. of Human Movement Studies
- Calder, Jean E (2007), Where the Road Leads: An Australian woman's journey of love and determination, ISBN 978-0-7336-2037-9, Hachette Australia